# Paseky (district de Písek)
Pour les articles homonymes, voir Paseky.
Paseky (en allemand : Pasek) est une commune du district de Písek, dans la région de Bohême-du-Sud, en République tchèque. Sa population s'élevait à 179 habitants en 2020.

## Géographie
Paseky se trouve à 7 km au nord-nord-est du centre de Protivín, à 10 km au sud-est de Písek, à 35 km au nord-nord-ouest de České Budějovice et à 93 km au sud de Prague.
La commune est limitée par Kluky au nord, par Albrechtice nad Vltavou à l'est, et par Všemyslice et Žďár au sud et par Tálín et Písek à l'ouest.

## Histoire
La première mention écrite du village date de 1748.

## Transports
Par la route, Paseky se trouve à 12,5 km de Písek, à 45 km de České Budějovice et à 116 km de Prague.